# آتاکه‌بونه

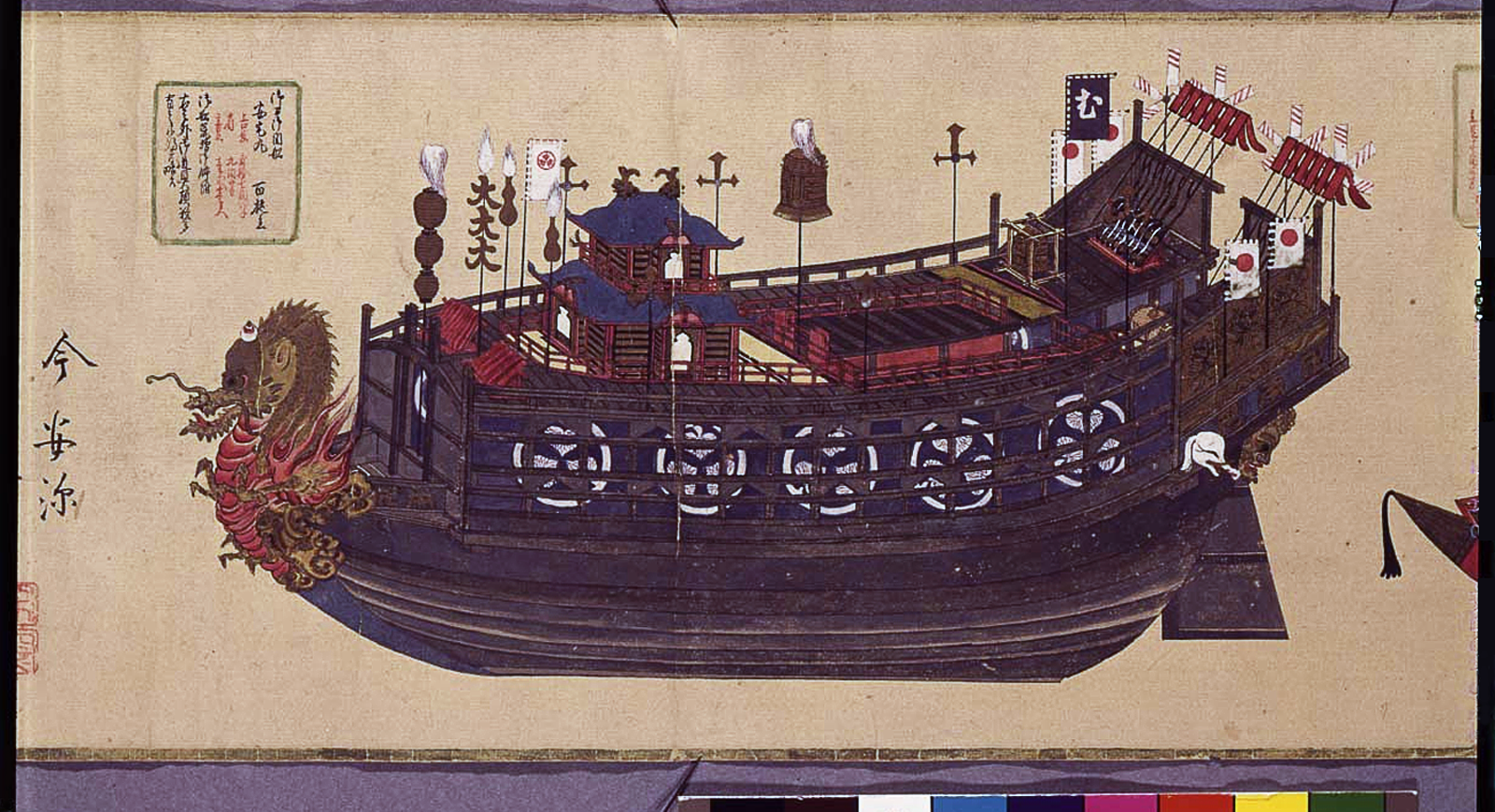
آتاکه بونه

آتاکه‌بونه (به ژاپنی: 安宅船 Atakebune) نوعی کشتی جنگی عظیم ژاپنی بودند که در قرن شانزدهم و هفدهم در جنگ‌ها جهت کنترل سیاسی و وحدت کشور مورد استفاده می‌گرفتند. تلاش برای ایجاد یک نیروی دریایی در اواسط قرن شانزدهم در دوره سنگوکو آغاز شد. در این دوره و در سال ۱۵۷۸ اودا نوبوناگا ۶ کشتی آتاکه بونه که با آهن پوشیده شده بودند را ساخت. نام این کشتی‌ها تکو سن به معنای تحت‌اللفظی کشتی آهنی بود.